# Limnophila (Indolimnophila) iota
Limnophila (Indolimnophila) iota is een tweevleugelige uit de familie steltmuggen (Limoniidae). De soort komt voor in het Oriëntaals gebied.